# Louis Lecompte
Louis Lecompte (né le 28 juillet 1914 à Montréal au Canada et mort le 21 février 1970 à Nairobi au Kenya ) est un joueur canadien de hockey sur glace. Lors des Jeux olympiques d'hiver de 1948 disputés à Saint Moritz il remporte la médaille d'or.